# Janitor Joe
Janitor Joe foi uma banda americana de noise rock e grunge formada em Minneapolis, Minnesota em 1992. Os membros fundadores foram o vocalista e guitarrista Joachim Breuer, que antes era membro da banda Bastards, a baixista e vocalista Kristen Pfaff e o baterista Matt Entsminger. Kristen foi substituída por Wayne Davis ao sair da banda em 1993 para entrar no  Hole.
Janitor Joe lançou dois álbuns de estúdio e quatro singles na gravadora OXO e Amphetamine Reptile antes de se separarem em junho de 1994, quando Kristen morreu.

## História
Os membros fundadores da banda foram o guitarrista e vocalista Joachim Breuer, a baixista e vocalista Kristen Pfaff e o baterista Matt Entsminger. No entanto, ocorre a saída de Kristen Pfaff para entrar no Hole, a banda de Courtney Love.
Após a saída de Kristen Pfaff, a banda então recruta Wayne Davis e continua então a compor músicas e a viajar pelos Estados Unidos. A gravadora Amphetamine Reptile lança Lucky, o segundo álbum da banda, em 1994. Pfaff, àquela altura, estava cansada da depressiva Seattle, tirou uma licença do Hole e voltou ao Janitor Joe, para uma pequena turnê de primavera. No entanto, ela foi encontrada morta em junho do ano de 1994. A causa da morte havia sido uma overdose de heroína.

## Álbuns
- Big Metal Birds - LP/CD (Gravadora: Amphetamine Reptile, 1993, ARR 39/247/amrep 014)

1. Early Retirement (3:13)
2. Voucher (2:03)
3. Boyfriend (2:49)
4. Limited Edition (2:19)
5. One Eye (3:47)
6. Big Metal Birds (3:13)
7. Boys In Blue (3:43)
8. Slur (2:28)
9. Steel Plate (3:05)
10. Goal Oriented (3:22)
11. Sunshine (2:37)
12. Head (2:04)
13. African Necklace (3:03)
14. Untitled (0:04)

- Lucky - LP/CD (Gravadora: Amphetamine Reptile, 1994, ARR 52/326/amrep 027)

1. Fragile X (2:47)
2. Pest (3:36)
3. That Crazy Guy (2:17)
4. Motormouth (2:43)
5. Piss Corner (3:19)
6. Flyblown (2:46)
7. Low Impact Conflict (3:24)
8. No Smokes For Wave (2:56)
9. Naked Ape (3:19)
10. Karl (2:37)
11. Mutton (5:31)